# Bram Tankink

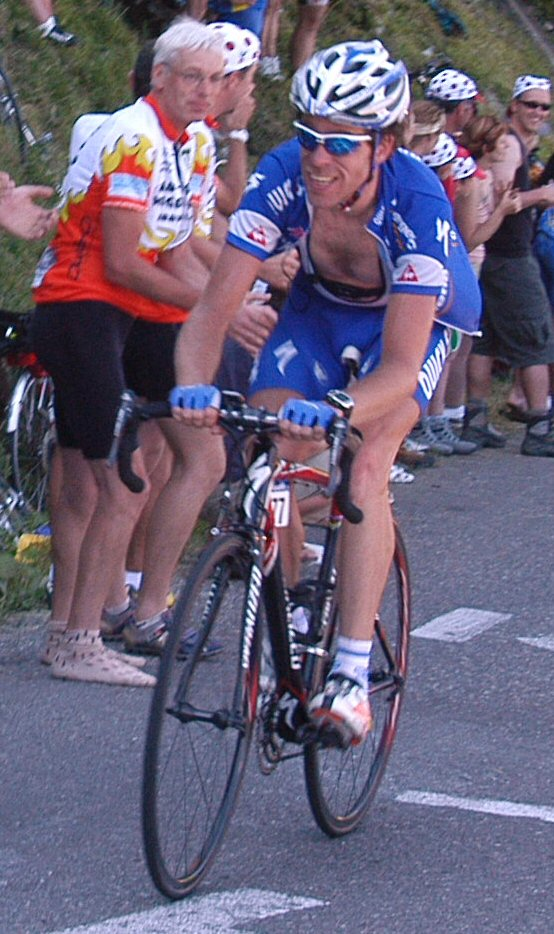
Tankink op de Col de la Colombière in de 7e etappe van de Ronde van Frankrijk 2007

Bram Tankink (Haaksbergen, 3 december 1978) is een Nederlands voormalig wielrenner die tot 2018 reed voor Team LottoNL-Jumbo.

## Carrière
Tankink begon zijn carrière als mountainbiker, maar switchte in 1999 naar de wegsport. Tankink werd een jaar later Nederlands kampioen bij de beloften, wat hem een profcontract voor het volgende seizoen opleverde bij Domo-Farm Frites. Hier bleef hij twee jaar rijden, totdat hij met een deel van het team overging naar Quick Step. Ook hier was Tankink vooral als knecht actief, die zelf amper resultaten reed, maar door zijn ploeg wel zo werd gewaardeerd dat hij in de Ronde van Frankrijk 2005 mocht starten. Hij kwam met goede vorm uit deze ronde en speelde een belangrijke rol in de overwinning van Filippo Pozzato in de HEW Cyclassics in Hamburg. In de Ronde van Duitsland won hij vervolgens de eerste etappe en werd leider in het algemeen klassement. Tevens won Tankink nog enkele na-Tourcriteriums.
Tankink schrijft ook onregelmatig een column voor De Twentsche Courant Tubantia, vooral tijdens de Ronde van Frankrijk goed gelezen. Daarnaast heeft hij onder de naam 'Bijtanken' een maandelijkse column in het blad Wieler Revue.
Op 2 augustus 2007 werd bekend dat Bram Tankink voor twee seizoenen naar de Rabobank-ploeg zou gaan. Daar bleef hij rijden tot het einde van zijn carrière.

## Privé
Tankink is getrouwd en heeft drie dochters en een zoon.

## Overwinningen
2001
 Nederlands kampioen op de weg, Beloften
2005
1e etappe Ronde van Duitsland
Ridderronde Maastricht
Profronde van Almelo
2006
6e etappe Ronde van Madagaskar
Mijl van Mares
2007
GP Jef Scherens
Ridderronde Maastricht
2008
profronde van Wierden
2011
1e etappe Tirreno-Adriatico (ploegentijdrit)
sprintklassement Ronde van Baskenland
2018
Daags na de Tour

## Resultaten in voornaamste wedstrijden
| Jaar | Ronde van Italië | Ronde van Frankrijk | Ronde van Spanje |
| ---- | ---------------- | ------------------- | ---------------- |
| 2002 |                  |                     | opgave           |
| 2003 |                  |                     | 94e              |
| 2004 |                  |                     | 64e              |
| 2005 |                  | 111e                |                  |
| 2006 |                  | 93e                 |                  |
| 2007 |                  | 40e                 |                  |
| 2008 |                  | 59e                 |                  |
| 2009 |                  |                     | 34e              |
| 2010 |                  | opgave              |                  |
| 2011 | 35e              |                     |                  |
| 2012 |                  | 144e                |                  |
| 2013 |                  | 64e                 |                  |
| 2014 |                  | 40e                 |                  |
| 2015 |                  | 55e                 |                  |
| 2016 | 61e              |                     | 103e             |
| 2017 | opgave           |                     |                  |
| 2018 |                  |                     |                  |

| Jaar | Milaan-San Remo | Gent-Wevelgem | Ronde van Vlaanderen | Parijs-Roubaix | Amstel Gold Race | Luik-Bast.‑Luik | Ronde van Lombardije | Waalse Pijl | Brabantse Pijl |  | WK op de weg |  | Wereldranglijsten |
| ---- | --------------- | ------------- | -------------------- | -------------- | ---------------- | --------------- | -------------------- | ----------- | -------------- |  | ------------ |  | ----------------- |
| 2002 |                 |               |                      |                |                  | 120e            |                      | 91e         |                |  |              |  |                   |
| 2003 | 44e             | 39e           |                      | 50e            |                  |                 |                      |             |                |  |              |  |                   |
| 2004 |                 |               |                      |                | 48e              | 82e             | 40e                  | 53e         | 20e            |  | 82e          |  |                   |
| 2005 | 55e             | 33e           | 48e                  | 37e            | 38e              | opgave          |                      |             | 69e            |  | 49e          |  | 172e (UPT)        |
| 2006 |                 |               |                      |                | 56e              | 43e             |                      | 124e        | 41e            |  | 91e          |  |                   |
| 2007 |                 |               |                      |                | 34e              | 32e             |                      | 25e         | 15e            |  | opgave       |  | 94e (UPT)         |
| 2008 |                 | 73e           | 39e                  |                | 27e              | 57e             |                      | 47e         |                |  | opgave       |  | 80e (UPT)         |
| 2009 |                 | 21e           | 39e                  |                | 63e              | 95e             |                      | 76e         |                |  |              |  |                   |
| 2010 | 60e             |               |                      |                | 29e              | 34e             |                      | 57e         | 23e            |  |              |  |                   |
| 2011 |                 |               |                      |                | 19e              | 64e             | opgave               | 77e         | 5e             |  |              |  |                   |
| 2012 | 41e             | 66e           | 53e                  | 55e            | 132e             |                 |                      | 97e         |                |  |              |  |                   |
| 2013 |                 |               |                      |                | 92e              | 78e             | opgave               | 88e         |                |  |              |  |                   |
| 2014 |                 | 50e           | 30e                  | 26e            | 77e              | 135e            |                      |             |                |  |              |  |                   |
| 2015 | 39e             | 35e           | opgave               | opgave         | 127e             | opgave          | 99e                  |             |                |  |              |  |                   |
| 2016 |                 | 43e           | opgave               |                |                  | opgave          | opgave               |             |                |  |              |  |                   |
| 2017 | 26e             | 35e           | 58e                  |                | 70e              | 83e             |                      |             |                |  |              |  | 221e (UWT)        |
| 2018 |                 |               | opgave               | 76e            | 94e              | 95e             |                      |             |                |  |              |  |                   |
| 2024 |                 |               |                      |                |                  |                 |                      |             |                |  |              |  |                   |

## Ploegen
- 2001 –  Domo-Farm Frites-Latexco
- 2002 –  Domo-Farm Frites
- 2003 –  Quick Step-Davitamon
- 2004 –  Quick Step-Davitamon
- 2005 –  Quick-Step-Innergetic
- 2006 –  Quick Step
- 2007 –  Quick Step
- 2008 –  Rabobank
- 2009 –  Rabobank
- 2010 –  Rabobank
- 2011 –  Rabobank Cycling Team
- 2012 –  Rabobank Cycling Team
- 2013 –  Belkin-Pro Cycling Team[a]
- 2014 –  Belkin-Pro Cycling Team
- 2015 –  Team LottoNL-Jumbo
- 2016 –  Team LottoNL-Jumbo
- 2017 –  Team LottoNL-Jumbo
- 2018 –  Team LottoNL-Jumbo

Wielerploegen van Bram Tankink
Bruylandts · Cassani · Cretskens · De Clercq · De Wolf · Hoste · Kasjetsjkin · Kleynen · Knaven · Konečný · Magnusson · McEwen · Merckx · Milesi · Moerenhout · Museeuw · Orvalho · Peeters · Rodriguez · Tankink · Vainšteins  · van Heeswijk · Vanthourenhout · Vereecke · Virenque · Wadecki · Moeravjov (stagiair) · Steegmans (stagiair)
Blijlevens · Bruylandts · Cassani · Cretskens · De Wolf · Hoste · Kasjetsjkin · Kleynen · Knaven · Koerts · Konečný · Merckx · Milesi · Moerenhout · Museeuw · Rodriguez · Tankink · Vainšteins · van Bon · Van Goolen · van Heeswijk · Vandenbroucke · Vanthourenhout · Virenque · Wadecki · Nuyens (stagiair) · Rosseler (stagiair) · Vansummeren (stagiair)
Amorison · Bettini · Bodrogi · Boonen · Bramati · Cañada · Clerc · Cretskens · Horrillo · Hulsmans · Kasjetsjkin · Knaven · Museeuw · Nuyens · Paolini · Passuello · Rogers   · Sinkewitz · Tankink · Van de Wouwer · Van Goolen · Vandenbroucke · Vanthourenhout · Virenque · Wadecki · Desmedt (stagiair) · Moeravjov (stagiair) · Rusconi (stagiair) · Yates (stagiair)
Amorison · Bettini  · Bodrogi · Boonen · Bramati · Clerc · Cretskens · De Fauw · Dufaux · Garrido · Horrillo · Hulsmans · Knaven · Mercado · Museeuw (tot 14/04) · Nuyens · Paolini · Pecharroman · Rogers    · Sinkewitz · Tankink · Van Goolen · Vanthourenhout · Virenque · Zanini · Kemps (stagiair) · Starzengruber (stagiair) · Weylandt (stagiair)
Bettini  · Boonen  · Bramati · Christensen · Cretskens · De Fauw · De Weert · Engels · Garrido · Hulsmans · Knaven · Lotz · Mercado · Moreni · Nuyens · Paolini · Pecharroman · Pozzato · Rogers     · Rosseler · Sinkewitz · Tankink · Trenti · Van Goolen · Vanthourenhout (tot 28/02) · Verbrugghe · Viganò · Weylandt · Zanini · Melis (stagiair) · Neirynck (stagiair) · Santaromita (stagiair)
Baguet · Bettini   · Boonen  · Bramati · Chicchi · Cretskens · De Weert · Engels · Gárate · Garrido · Hulsmans · de Jongh · Knaven · Nuyens · Pozzato · Rosseler · Rujano · Santaromita · Scarselli · Schwab · Tankink · Tosatto · Trenti · Van De Walle · Van Impe · Vasseur · Verheyen · Viganò · Weylandt · Wielinga · Grabovski (stagiair) · Proni (stagiair) · Vantomme (stagiair)
Baguet · Barredo · Bettini   · Boonen · Cretskens · Engels · Facci · Gárate · Grabovski · Hulsmans · de Jongh · Proni · Rosseler · Santaromita · Scarselli · Schwab · Seeldraeyers · Steegmans · Tankink · Tonti · Tosatto · Van De Walle · Van Impe · Van Petegem · Vasseur · Verheyen · Viganò · Visconti · Weylandt · Wynants · Moerman (stagiair) · Neirynck (stagiair) · Vermeersch (stagiair)
Ardila ·
Boven (tot 16/04) ·
Brown ·
ten Dam ·
Dekker (tot 14/08) ·
Elijzen ·
Eltink ·
Flecha ·
Flens ·
Freire · 
Gesink ·
de Groot ·
Hayman · 
Horrillo ·
Kozontsjoek ·
Langeveld ·
Leezer ·
Löwik ·
de Maar ·
Martens ·
Mensjov ·
Moerenhout ·
Mollema ·
Niermann ·
Posthuma ·
Reus ·
Tankink ·
Walker ·
Weening ·
van Emden (stagiair) 
Ardila ·
Boom ·
Brown ·
Clement ·
ten Dam ·
van Emden ·
Flecha ·
Flens ·
Freire · 
Gárate ·
Gesink ·
de Groot ·
Hayman · 
Horrillo ·
Kozontsjoek ·
Langeveld ·
Leezer ·
de Maar ·
Martens ·
Mensjov ·
Moerenhout ·
Mollema ·
Niermann ·
Nuyens ·
Posthuma ·
Reus ·
Stamsnijder ·
Tankink ·
Tjallingii ·
Weening
Ardila ·
Boom ·
Brown ·
Clement ·
ten Dam ·
van Emden ·
Flens ·
Freire · 
Gárate ·
Gesink ·
Kozontsjoek ·
Kruijswijk ·
Langeveld ·
Leezer ·
Martens ·
Mensjov ·
Moerenhout ·
Mollema ·
Niermann ·
Nuyens ·
Posthuma ·
Reus (tot 31/08) ·
Stamsnijder ·
Tankink ·
Tjallingii ·
Weening ·
van Winden · 
Bol (stagiair)
Barredo ·
Boom ·
Bos ·
Breschel ·
Brown ·
Clement ·
ten Dam ·
van Emden ·
Flens ·
Freire · 
Gárate ·
Gesink ·
Kruijswijk ·
Langeveld ·
Leezer ·
Martens ·
Matthews ·
Mollema ·
Niermann ·
Sánchez ·
Slagter ·
Tankink ·
Tjallingii ·
Vermeltfoort ·
Weening ·
van Winden · 
Wynants ·
Goos (stagiair)
Barredo ·
Bol · 
Boom ·
Bos ·
Breschel ·
Brown ·
Clement ·
ten Dam ·
van Emden ·
Flens ·
Gárate ·
Gesink ·
Kelderman ·
Kruijswijk ·
Leezer ·
Martens ·
Matthews ·
Mollema ·
Niermann ·
Renshaw ·
Sánchez ·
Slagter ·
Tankink ·
Tjallingii ·
Vermeltfoort ·
van Winden · 
Wynants ·
Goos (stagiair)
Bobridge · 
Bol · 
Boom ·  
Bos · 
Brown · 
Clement · 
Flens · 
Gárate · 
Gesink · 
Goos ·  
Hofland · 
Kelderman · 
Kruijswijk · 
Leezer · 
Martens · 
Mollema · 
Nordhaug · 
Renshaw ·
Tankink · 
Tanner · 
ten Dam · 
Tjallingii ·  
van Emden · 
van Winden · 
Vanmarcke · 
Wagner · 
Wynants · 
Slik (stagiair)
Bobridge · Bol · Boom ·  Bos · Brown · Clement · Flens · Gárate · Gesink · Goos · Hivert · Hofland · Keizer · Kelderman · Kruijswijk · Leezer · Markus · Martens · Mollema · Nordhaug · Tankink · Tanner · ten Dam · Tjallingii · van der Lijke · van Emden · van Winden · Vanmarcke · Wagner · Wynants · Tusveld (stagiair)
Bennett · Bulgaç · De Weert · Flens · Gesink · Goos · Hofland · Keizer · Kelderman · Kruijswijk · Leezer · Lindeman · Markus · Martens · Roosen · Tankink · Teunissen · ten Dam · Tjallingii · Van Asbroeck · van der Lijke · van Emden · Vanmarcke · van Winden · Wagner · Wynants · Bouwman (stagiair) · Castelijns (stagiair) · Lammertink (stagiair)
Battaglin · Bennett · Bouwman · Campenaerts · Castelijns · van Emden · Gesink · Goos · Groenewegen · Hofland · Keizer · Kelderman · Kruijswijk · Lammertink · Leezer · Lindeman · Martens · Roglič · Roosen · Tankink · Teunissen · Tjallingii · Van Asbroeck · Vanmarcke · Vermeulen · Wagner · van Winden · Wynants
Battaglin · Bennett · Boom · Bouwman · Campenaerts   · Castelijns · Clement · De Tier · van Emden · Gesink · Groenewegen · Jansen · Keizer · Kruijswijk · Lammertink · Leezer · Lindeman · Lobato · Martens · Olivier · Roglič · Roosen · Tankink · Tolhoek · Van den Broeck · Van Hoecke · Vermeulen · Wagner · Wynants · Janssen (stagiair)
Battaglin · Bennett · Boom · Bouwman · Clement · De Tier · Eenkhoorn · van Emden · Gesink · Groenewegen · Jansen · Kruijswijk · Kuss · Leezer · Lindeman · Martens · Olivier · van Poppel · Powless · Roglič · Roosen · Tankink · Tolhoek · Van Hoecke · Wagner · Wynants